# Distenia dillonorum
Distenia dillonorum är en skalbaggsart som beskrevs av Steven W. Lingafelter 2007. Distenia dillonorum ingår i släktet Distenia och familjen långhorningar.
Artens utbredningsområde är Fiji. Inga underarter finns listade i Catalogue of Life.